# 渡辺剛 (キーボーディスト)
渡辺 剛（わたなべ たけし、1967年12月2日 - ）は、日本の作曲家、編曲家、キーボーディスト。栃木県宇都宮市出身。株式会社ミュージックブレインズ/daiz record所属。

## 概要
20歳の頃からキーボーディストとして活動を開始。東儀秀樹、吉田兄弟、MALTA、工藤静香、岩崎宏美、高木綾子、馬場俊英などのライブサポートなどを行う一方、自らもソロプロジェクト「VOTOM」で作品の発表を行っている。2004年、『この醜くも美しい世界』の音楽を担当して以降、アニメ作品のサウンドトラックを数多く手がける。アニメソングやアイドルへの楽曲提供も行っている。

## 作品

### アニメ
1998年
- LET'S ぬぷぬぷっ

2004年
- この醜くも美しい世界
  - 『この醜くも美しい世界』（主題歌）『夏色のカケラ』『キミニアエテ』他

2005年
- 苺ましまろ
  - 『いちごコンプリート』及びキャラクターソング、BGM

2006年
- 陰からマモル!
- BALDR FORCE EXE RESOLUTION

2007年
- 彩雲国物語
  - 『花咲くように…』

- 苺ましまろ OVA
  - 『あっかん berry berry』

- もえたん
- こはるびより

2008年
- To LOVEる -とらぶる-
  - もっとTo LOVEる -とらぶる-（2010年）
  - To LOVEる -とらぶる- ダークネス（2012年）
  - To LOVEる -とらぶる- ダークネス 2nd（2015年）

- 乃木坂春香の秘密
  - 乃木坂春香の秘密 ぴゅあれっつぁ♪（2009年）
  - 乃木坂春香の秘密 ふぃな〜れ♪（2012年）

- うる星やつら ザ・障害物水泳大会

2009年
- 咲-Saki-
  - 咲-Saki- 阿知賀編 episode of side-A（2012年）
  - 咲-Saki- 全国編（2014年）

2011年
- ロウきゅーぶ!
  - ロウきゅーぶ!SS（2013年）

2016年
- 少女たちは荒野を目指す

2018年
- 鹿楓堂よついろ日和
- 魔法少女 俺
  - 挿入歌「ハチミツフラッシュ-変わるわね-」（作曲・編曲）

2021年
- 裏世界ピクニック
- 死神坊ちゃんと黒メイド
  - 死神坊ちゃんと黒メイド 第2期（2023年）

2022年
- 異世界美少女受肉おじさんと

2024年
- 疑似ハーレム

### ドラマ
- キューティーハニー THE LIVE（2007年 - 2008年）
  - BGM（ランティス・ミュージックブレインズ）

### 楽曲提供

#### 声優
- 川澄綾子&清水愛 ミニアルバム『AA』（2004年）
- 折笠富美子『Serendipity』（2009年）

#### アイドル
- =LOVE「ようこそ!イコラブ沼」（2017年）
- 乃木坂46「もうすぐ〜ザンビ伝説〜」（2019年）